# مدرسة أليستري وودلاندز
مدرسة أليستري وودلاندز (سابقًا مدرسة وودلاندز) هي مدرسة ثانوية أكاديمية مختلطة تقع في مدينة ديربي، إنجلترا.

## القبول
تضم الأكاديمية حاليًا حوالي 1350 طالبًا. يلتحق بالمدرسة ما معدله 220 طالبًا كل عام.

## التاريخ
افتتحت الأكاديمية كمدرسة وودلاندز الثانوية الحديثة في عام 1956. أصبحت شاملة في عام 1975، وحصلت على مكانة متخصصة باعتبارها كلية التكنولوجيا في سبتمبر 2004. تحولت إلى أكاديمية في عام 2012.
كان للأكاديمية مباني تم تشييدها بموجب نظام برنامج خاص لاتحاد السلطات المحلية، ولكن تم هدمها طوال عام 2016 كجزء من تجديد الأكاديمية.
في عام 2013، تمت الموافقة على الأكاديمية في إطار برنامج بناء المدارس ذات الأولوية، إلى جانب سبع مدارس أخرى في مدينة ديربي. تم تصميم المباني الجديدة بميزانية تقدر بـ 13.9 مليون جنيه إسترليني. تمت إدارة إنشاء الموقع الجديد من قبل شركة بومر + كيركلاند. بدأ هدم أجزاء من مباني الأكاديمية القديمة في أواخر عام 2014، وبدأ تشييد المباني الجديدة بعد فترة وجيزة.

## منازل
الأكاديمية بها أربعة منازل، سميت على اسم مختلف أشجار الغابات المشتركة. يتم تمثيل كل منزل بلون.
- سيدار (أصفر)
- القيقب (أحمر)
- بلوط (أخضر)
- روان (أزرق)

تدار الأكاديمية بشكل مختلف عن المدارس الأخرى، حيث يُطلب من طلاب المرحلة الثانوية ارتداء ربطة عنق مدرسية ذات ألوان كل منزل، ويتم تعيين رئيس منزل لديه سيطرة تأديبية على الطلاب.

## خريجون متميزون
- كريس بيردسلي - لاعب كرة قدم محترف
- نايجل كلوف - لاعب كرة قدم سابق ، ومديرون سابقون لنادي ديربي كاونتي لكرة القدم ونادي بيرتون ألبيون لكرة القدم
- جيمي إيست - مقدم برامج ومبدع موقع Holy Moly
- ستيف أوكي - موسيقي وفنان
- بوب لاكستون - النائب المحلي السابق لديربي نورث.[8]
- جيوتي ميشرا - موسيقي أبرزها وايت تاون

## اقتباسات
1. ↑  enquiries@ofsted.gov.uk، Ofsted Communications Team (24 سبتمبر 2019). "Find an inspection report and registered childcare". reports.ofsted.gov.uk. مؤرشف من الأصل في 2021-01-16. اطلع عليه بتاريخ 2020-01-02.
2. 1 2  "Allestree Woodlands School - GOV.UK". Find and compare schools in England (بالإنجليزية). Archived from the original on 2020-08-29. Retrieved 2020-01-02.
3. ↑  Parker, Michelle. "Ofsted Inspection Report: Woodlands Community School", 2006 نسخة محفوظة 2011-07-24 على موقع واي باك مشين.
4. ↑  "Derby City Council – Environmental Information Response". مؤرشف من الأصل (PDF) في 2020-08-29.
5. ↑  "Allestree Woodlands School opens new campus". Academy Today. مؤرشف من الأصل في 2020-08-29. اطلع عليه بتاريخ 2020-01-02.
6. ↑  "Allestree Woodlands School". Maber (بالإنجليزية البريطانية). Archived from the original on 2020-08-29. Retrieved 2020-01-02.
7. ↑  "woodlandsderby - Heads Of House". www.woodlands.derby.sch.uk (بالإنجليزية). Archived from the original on 2020-08-29. Retrieved 2020-01-02.
8. ↑  Robert Waller؛ Byron Criddle (2007). The Almanac of British Politics. Taylor & Francis. ص. 348–. ISBN:978-0-415-37824-6. مؤرشف من الأصل في 2020-08-29. اطلع عليه بتاريخ 2019-01-17.

## روابط خارجية
- الموقع الرسمي